# Col de Malatra
Il Col de Malatra (pron. fr. AFI: [kɔl də malatʁa] - talvolta erroneamente ortografato in italiano come "Malatrà" per indicare la pronuncia corretta; 2.925 m s.l.m.) è un valico alpino che si trova in Valle d'Aosta e che costituisce la massima elevazione dell'Alta via della Valle d'Aosta n. 1.

## Caratteristiche

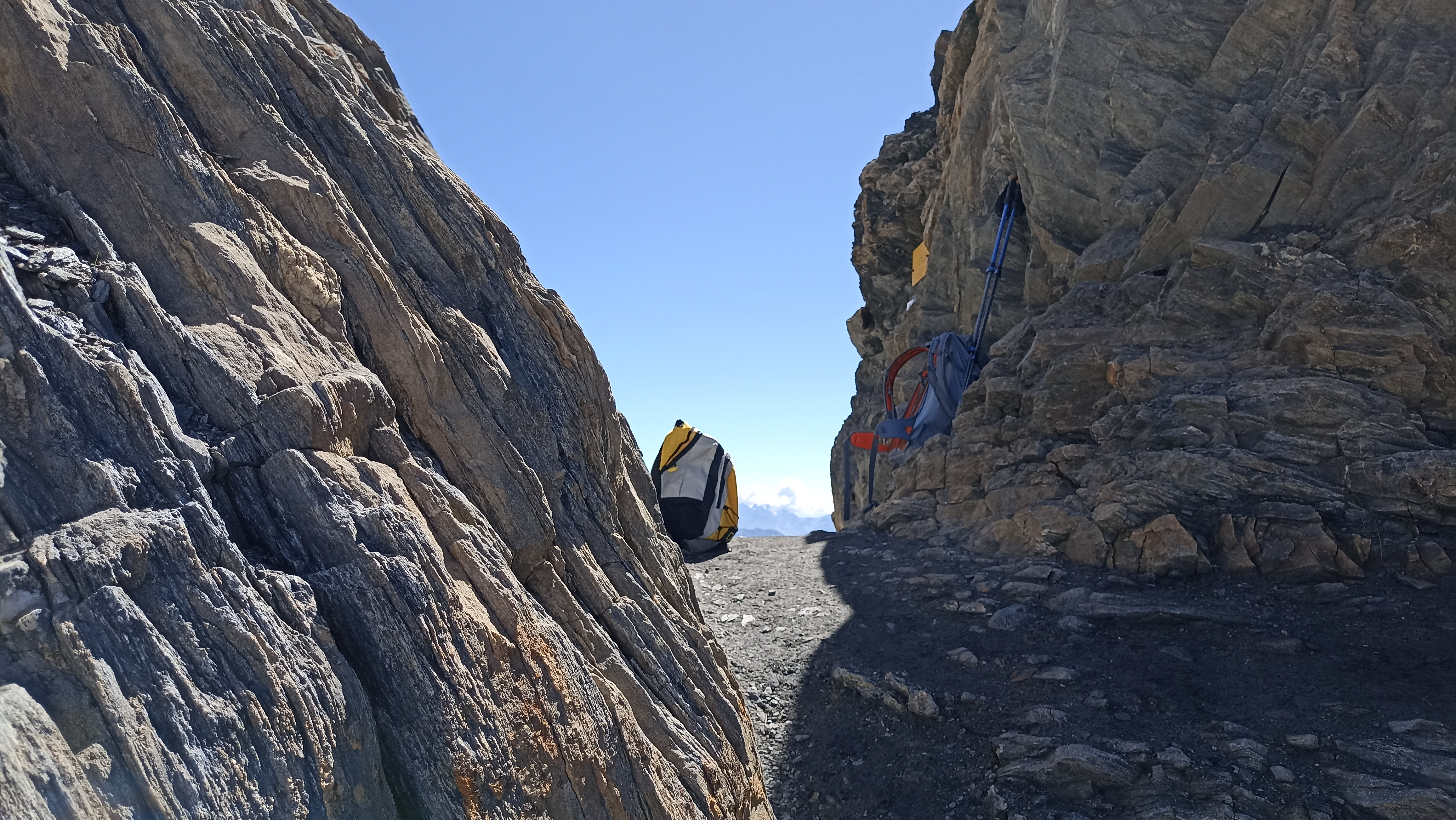
Lo stretto intaglio del colle.

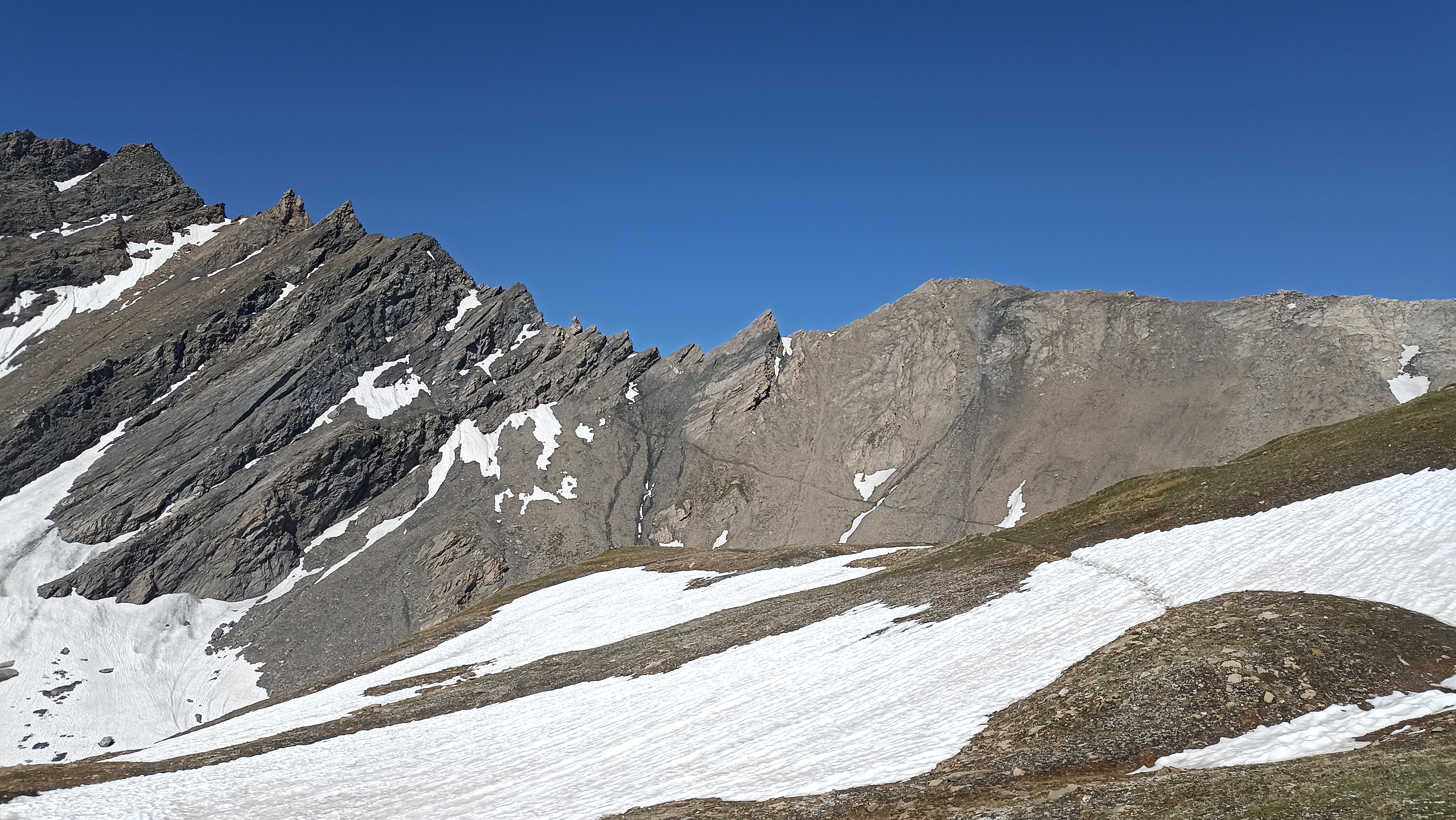
Accesso al colle dal versante di Saint-Rhémy-en-Bosses.

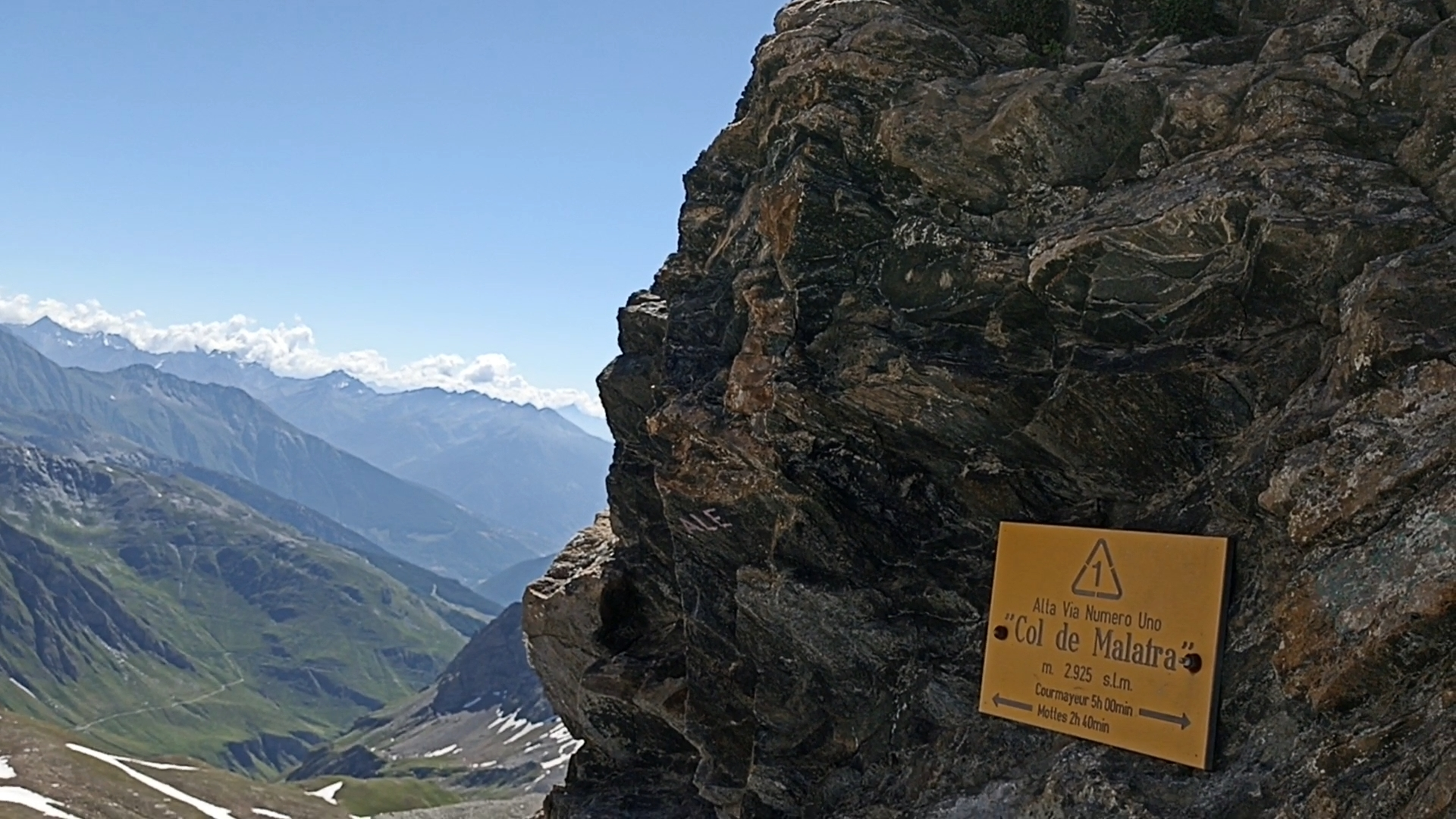
Targa al colle e versante verso la Valle del Gran San Bernardo.

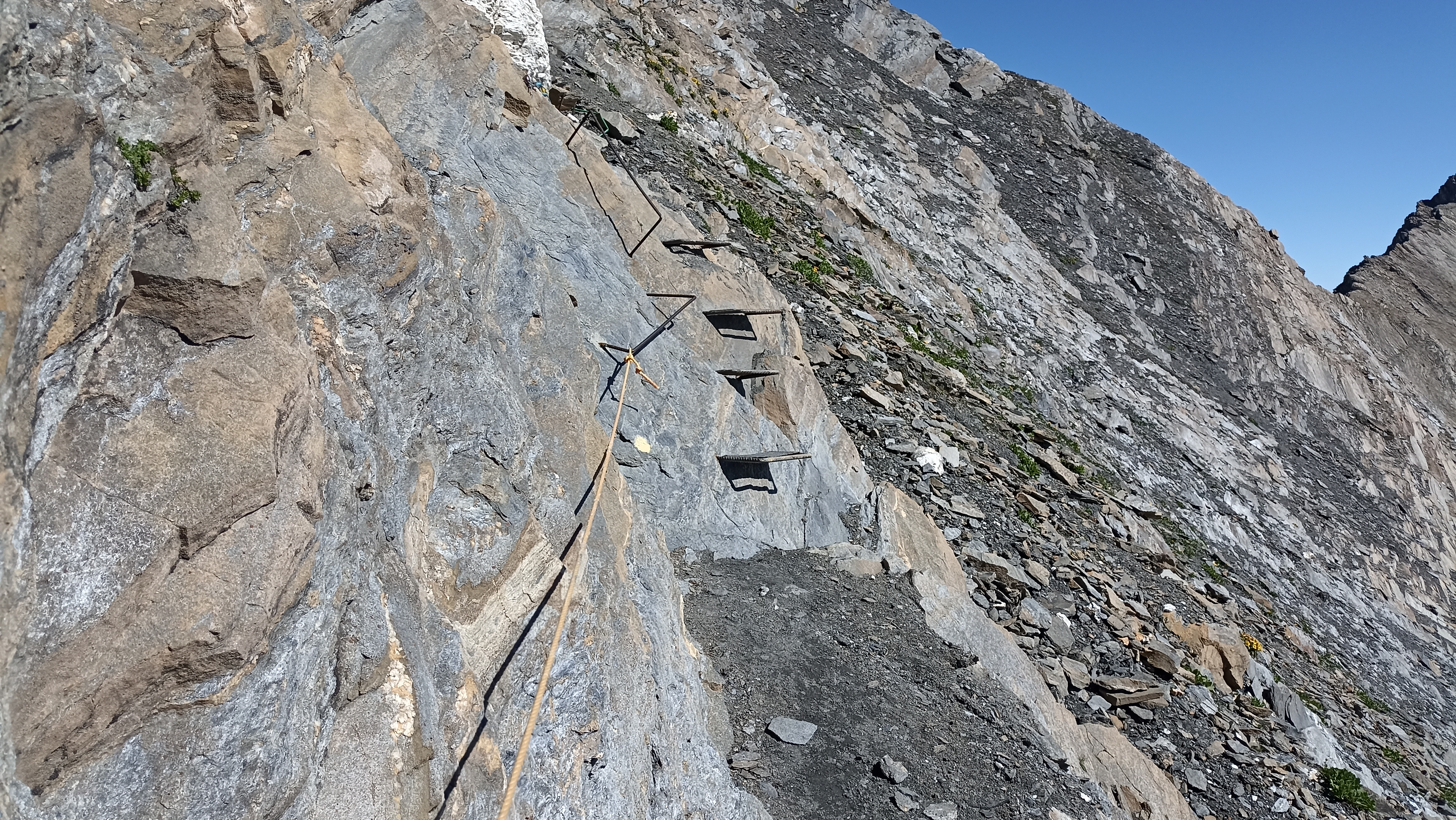
Alcuni gradini attrezzati di accesso al colle.

Il colle collega Courmayeur con Saint-Rhémy-en-Bosses. Da Courmayeur si tratta di risalire la val Ferret e poi risalire tutto il vallone di Malatra fino al colle. Da Saint-Rhémy-en-Bosses si risale il vallone di Belle Combe fino ad arrivare al colle.
Si trova lungo il percorso dell'Alta via della Valle d'Aosta n. 1. In particolare interessa la tappa dell'alta via che da Saint-Rhémy-en-Bosses arriva al rifugio Walter Bonatti.
Dal punto di vista orografico divide in due parti la Catena Grande Rochère-Grand Golliaz. Seguendo le definizioni della SOIUSA la parte a nord del colle forma il gruppo Gruppo Grand Golliaz-Mont Ferret mentre a sud vi si trova il Gruppo Grande Rochère-Monte Fallère.
Si presenta come uno stretto intaglio lungo la cresta di vette molto aguzza.

## Accesso al valico
Dal versante di Saint-Rhémy-en-Bosses si può salire al colle partendo dal rifugio Pier Giorgio Frassati mentre dal versante di Courmayeur si può partire dal rifugio Walter Bonatti.
L'accesso al valico è di tipo escursionistico anche se dal versante verso Saint-Rhémy-en-Bosses gli ultimi metri di accesso al colle sono un po' delicati e sono quindi attrezzati con corda di sicurezza e con qualche gradino artificale.